# Euphorbia banae
Euphorbia banae es una especie fanerógama perteneciente a la familia Euphorbiaceae. Es endémica de Madagascar donde se encuentra en la Provincia de Toliara. Su hábitat natural son los secos matorrales tropicales y subtropicales. Está tratado en peligro de extinción por pérdida de hábitat.

## Taxonomía
Euphorbia banae fue descrita por Werner Rauh y publicado en Kakteen und andere Sukkulenten 44(1): 3, abb. 1–3. 1993.
Etimología
Euphorbia: nombre genérico que deriva del médico griego del rey Juba II de Mauritania (52 a 50 a. C. - 23), Euphorbus, en su honor – o en alusión a su gran vientre – ya que usaba médicamente Euphorbia resinifera. En 1753 Carlos Linneo asignó el nombre a todo el género.
banae: epíteto otorgado en honor de R. Bana, oficial forestal del Ministerio de Aguas y Bosques en la región de Ampanihy, en la Provincia de Toliara en Madagascar, quien acompañaba a Werner Rauh cuando recolectó la planta en 1992.